# Quanzhou
Quanzhou (en chino, 泉州; pinyin, Quánzhōu) es una ciudad-prefectura de la provincia de Fujian en la República Popular China. Está situada en la costa, al norte de Xiamen. Su área es de 11 245 km² y su población 8 128 530 personas (2010).
Antiguamente, era conocida en occidente con el nombre árabe Zaiton (زيتون, "aceituna"), un calco semántico del sobrenombre chino "Cìtóng Chéng" (刺桐城, pe̍h-ōe-jī, Chhì-tông Siâⁿ) que hace referencia a las avenidas que hizo plantar el gobernante Liu Congxiao en el siglo X con el árbol de tung, que produce aceite.

## Administración
La ciudad-prefectura de Quanzhou se divide en 4 distritos, 3 ciudades-municipio y 4 condados.
| Nombre            | Simp.  | Trad.  | Pinyin        | POJ            | Área (km²) | Población | Densidad (hab/km²) |
| ----------------- | ------ | ------ | ------------- | -------------- | ---------- | --------- | ------------------ |
| Distrito Licheng  | 鲤城区 | 鯉城區 | Lǐchéng Qū    | Lí-siâⁿ-khu    | 53         | 368 059   | 6946               |
| Distrito Fengze   | 丰泽区 | 豐澤區 | Fēngzé Qū     | Hong-te̍k-khu   | 127        | 529 640   | 4170               |
| Distrito Luojiang | 洛江区 | 洛江區 | Luòjiāng Qū   | Lo̍k-kang-khu   | 382        | 187 189   | 490                |
| Distrito Quangang | 泉港区 | 泉港區 | Quán'gǎng Qū  | Chôan-káng-khu | 306        | 313 539   | 1024               |
| Ciudad Shishi     | 石狮市 | 石獅市 | Shíshī Shì    | Chio̍h-sai-chhī | 160        | 636 700   | 3979               |
| Ciudad Jinjiang   | 晋江市 | 晉江市 | Jìnjiāng Shì  | Chìn-kang-chhī | 722        | 1 986 447 | 2751               |
| Ciudad Nan'an     | 南安市 | 南安市 | Nánān Shì     | Lâm-oaⁿ-chhī   | 2011       | 1 418 451 | 705                |
| Condado Hui'an    | 惠安县 | 惠安縣 | Huì'ān Xiàn   | Hūi-oaⁿ-kōan   | 720        | 716 224   | 995                |
| Condado Anxi      | 安溪县 | 安溪縣 | Ānxī Xiàn     | An-khoe-kōan   | 2983       | 977 432   | 328                |
| Condado Yongchun  | 永春县 | 永春縣 | Yǒngchūn Xiàn | Éng-chhun-kōan | 1452       | 452 217   | 311                |
| Condado Dehua     | 德化县 | 德化縣 | Déhuà Xiàn    | Tek-hòe-kōan   | 2232       | 277 867   | 124                |

## Historia
La ciudad fue fundada durante la dinastía Tang y se convirtió en el puerto más importante de China durante las dinastías Song y Tang. En el siglo XIII estaba considerado uno de los mejores puertos del mundo. Comunidades procedentes de todo el planeta se establecieron en Quanzhou. Incluso algunos mercaderes persas y árabes tenían sus propias tropas establecidas en la ciudad. Aún hoy, la presencia islámica es muy importante en la ciudad.
La importancia de Quanzhou descendió en el siglo XVI cuando los piratas japoneses llevaron la desolación a estas costas. La ciudad mantiene vínculos muy importantes con Taiwán, ya que se calcula que unos 9 millones de taiwaneses de etnia han descienden de emigrantes chinos procedentes de Quanzhou.

## Economía
Quanzhou es un importante exportador de productos agrícolas, tales como el té, plátano, lichis y arroz. También es un importante productor de granito y cerámica. Otras industrias incluyen los textiles, calzado, la moda y la confección, embalaje, maquinaria, papel y productos petroquímicos.
La ciudad tiene el mercado más alto de automóviles en la provincia. Su PIB ocupó el primer lugar en la provincia durante 20 años, de 1991 a 2010. En 2010 contó con el 10 % en producción de textiles, 80 % de producción de calzado deportivo en toda China.

## Transporte
Quanzhou es un importante eje de transporte en el sudeste de la provincia, la ciudad se conecta entre sí y con sus vecinas por medio de todos los medios de transporte:
Aire: a 12 kilómetros al sur del centro de la ciudad se encuentra el aeropuerto internacional Quanzhou Jinjiang (泉州晋江机场) inaugurado en agosto de 1955, sirve a militares como a civiles.
Agua: Muchas productos de exportación de otras ciudades del interior Fujian lo hacen desde los puertos de Quanzhou.
Tierra: Varios trenes pasan por la ciudad, con la cual la conecta con toda China de una forma rápida y barata, como los trenes que recorren grandes distancias desde Pekín y Wuhan, también la vía férrea de alta velocidad Fuzhou–Xiamen pasa por esta ciudad (福厦铁路).

## Puntos de interés
- Templo de Kaiyuan, conocido también como templo de la flor de loto: construido en el año 686 durante la dinastía Tang. Su estilo arquitectónico es una mezcla de la arquitectura china e india. Se caracteriza por dos pagodas, conocidas como las pagoda del este y la del oeste, construidas originariamente en madera y reconstruidas durante la dinastía Song con piedra.

- Ciudad de piedra de Chongwu: situada al norte de Quanzhou; es una antigua ciudad construida en piedra. Se cree que fue construida durante la dinastía Ming para evitar los ataques de los piratas.

- Templo de Qingjing: es la mezquita más antigua de toda China. Fue construida en el año 1009 por los comerciantes islámicos residentes en la ciudad.